# Distrito electoral de Warnerville (condado de Madison, Nebraska)
Warnerville (en inglés: Warnerville Precinct) es un distrito electoral ubicado en el condado de Madison en el estado estadounidense de Nebraska. En el Censo de 2010 tenía una población de 400 habitantes y una densidad poblacional de 6,85 personas por km².

## Geografía
Warnerville se encuentra ubicado en las coordenadas 41°57′59″N 97°27′34″O / 41.96639, -97.45944. Según la Oficina del Censo de los Estados Unidos, Warnerville tiene una superficie total de 58.38 km², de la cual 57.3 km² corresponden a tierra firme y (1.85%) 1.08 km² es agua.

## Demografía
Según el censo de 2010, había 400 personas residiendo en Warnerville. La densidad de población era de 6,85 hab./km². De los 400 habitantes, Warnerville estaba compuesto por el 98.5% blancos, el 0% eran afroamericanos, el 0.25% eran amerindios, el 0% eran asiáticos, el 0% eran isleños del Pacífico, el 0.25% eran de otras razas y el 1% pertenecían a dos o más razas. Del total de la población el 3% eran hispanos o latinos de cualquier raza.